# Boris at Last -Feedbacker-
Boris at Last -Feedbacker- (ofte kaldet bare Feedbacker) er det sjette studiealbum af det japanske eksperimentelle band Boris. Albummet blev udgivet den 25. december 2003, og består af en lang sang som er opdelt i fem dele.

## Spor
| Boris at Last -Feedbacker- | Boris at Last -Feedbacker-                                          | Boris at Last -Feedbacker-                | Boris at Last -Feedbacker- | Boris at Last -Feedbacker- | Boris at Last -Feedbacker- | Boris at Last -Feedbacker- | Boris at Last -Feedbacker- | Boris at Last -Feedbacker- | Boris at Last -Feedbacker- |
| #                          | Titel                                                               | Længde                                    |                            |                            |                            |                            |                            |                            |                            |
| -------------------------- | ------------------------------------------------------------------- | ----------------------------------------- | -------------------------- | -------------------------- | -------------------------- | -------------------------- | -------------------------- | -------------------------- | -------------------------- |
| 1.                         | "Feedbacker" - "Part 1" - "Part 2" - "Part 3" - "Part 4" - "Part 5" | 43:51 - 9:38 - 14:54 - 5:52 - 9:52 - 3:32 |                            |                            |                            |                            |                            |                            |                            |
| 43:51                      |                                                                     |                                           |                            |                            |                            |                            |                            |                            |                            |

## Musikere
- Atsuo - sang, trommer
- Takeshi - sang, guitar, basguitar
- Wata - guitar